# Saint-Aubin-sous-Erquery
Saint-Aubin-sous-Erquery là một xã ở tỉnh Oise Hauts-de-France phía bắc Pháp. Xã Saint-Aubin-sous-Erquery nằm ở khu vực có độ cao trung bình 75 mét trên mực nước biển.